# Дамаскинија
Дамаскинија (грч. Δαμασκηνιά) је насељено место у општини Места у периферији Источна Македонија и Тракија, Грчка. Према попису из 2021. године било је 9 становника.
Насеље је подигнуто после Грчког грађанског рата и први пут се помиње на попису из 1961. године са 82 становника.